# Kindermord

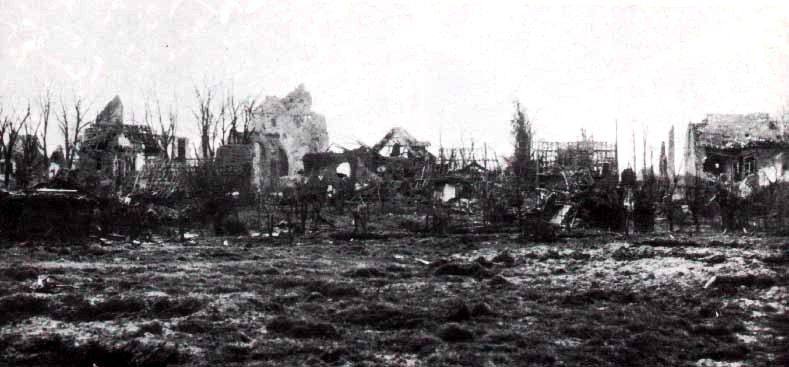
Wieś Langemark po walkach

Kindermord – niemiecka, propagandowa nazwa jednego ze starć w czasie walk pod Ypres, 10 listopada 1914.
Do zdobycia jednego ze wzgórz w okolicy wsi Langemark szef niemieckiego sztabu, generał Erich von Falkenhayn, wyznaczył cztery nowo sformowane korpusy, złożone głównie z ochotników – uczniów i studentów. Byli oni źle wyszkoleni i bardzo słabo wyposażeni, w efekcie czego zostali zdziesiątkowani przez ogień brytyjskich obrońców wzgórza. Zginęło 2000 niemieckich żołnierzy.